# Манли (Небраска)
Манли (енгл. Manley) град је у америчкој савезној држави Небраска.

## Демографија
По попису из 2010. године број становника је 178, што је 13 (-6,8%) становника мање него 2000. године.
| Група             | 2000.       | 2010.       |
| Белци             | 184 (96,3%) | 173 (97,2%) |
| Афроамериканци    | 0 (0,0%)    | 0 (0,0%)    |
| Азијати           | 0 (0,0%)    | 0 (0,0%)    |
| Хиспаноамериканци | 1 (0,5%)    | 1 (0,6%)    |
| Укупно            | 191         | 178         |